# 1545
Năm 1545 (số La Mã: MDXLV) là một năm thường bắt đầu vào thứ năm (liên kết sẽ hiển thị đầy đủ lịch) trong lịch Julius.

## Sự kiện

### Tháng 5
- Lê Trang Tông tấn công huyện Yên Mô Ninh Bình

## Mất
- Nguyễn Kim, người có công tái lập nhà Hậu Lê và là tổ tiên các chúa Nguyễn nước Đại Việt (sinh 1468).